# Couma guianensis
Espèce
Classification APG III (2009)
Synonymes
- Cerbera triphylla Rudge [2]

Couma guianensis est une espèce d'arbres néotropical de la famille des Apocynaceae. C'est l'espèce type du genre Couma Aubl..

Il est connu en Guyane sous les noms de Bois vache, Mapa, Coumé (Créole), Yuwa (Wayãpi, Teko), Ukum (Palikur), Sorva (Portugais), Miliki udu, Bad wud (Aluku, Taki-taki), Gan Mapa (nenge tongo), ou Coumier de la Guyane, Poirier de la Guyane, Poirier des Créoles (Exposition Coloniale).
Au Suriname, on l'appelle Péra (Sranan tongo, Arawak), Amaapa*, Amaa-parjan, Akoema (Kali'na), Mappa* (Nenge tongo), Dokalli* (Aluku) (*= noms partagés avec Ambelania sagotii et Parahancornia amapa).
Le monde anglophone le désigne comme Dukaballi (Démérara). Dans le monde hispanophone, il est nommé Gaimaro macho, Nicuyé, Vacahosea (Venezuela). Au Brésil, on l'appelle Sorveira, Sowa (Portugais).

## Description
Couma guianensis est un grand arbre atteignant 20-25 m de haut (environ 7 m de haut dans les forêts de savanes). Son tronc cylindrique atteint 40 à 70 cm de DHP. La cime est peu importante et irrégulière. L'écorce, les tiges et toutes les parties contiennent un latex très abondant, épais, non vénéneux, se coagulant très vite. Le bois est doux, fibreux. L'écorce noire et écailleuse, régulièrement fissuré, verruqueuse, verdâtre, est fibreuse à l'état frais, devenant granuleuse en vieillissant, rugueuse et fendillée, formant un réticule régulier. Le flachis rouge, exsude un latex blanc abondant. Les jeunes rameaux sont bruns, trigones, devenant très rugueux et noirs. Il tend à produire une branche à l'aisselle de chaque feuille. 
Les feuilles sont simples, entières, opposées au stade du semis, devenant rapidement verticillée par 3.
Le limbe mesure environ 8,5-18(20) x (5)6-10,5(13) cm, est glabre, coriace, pendant, caduque, de forme elliptique à largement elliptique, à base aiguë à arrondie rétrécie et à l'apex courtement acuminé, vert foncé sur le dessus (face adaxiale), et vert pâle sur la face abaxiale.
Les 10-13 paires de nervures secondaires sont imprimées sur le dessus, saillantes abaxialement, et se rejoignent et s'anastomosent à 0,2 à 0,3 cm de la marge.
Les nervures tertiaires sont principalement transversale, s'étendant au-delà des nervures secondaires. 
Le pétiole long de 7-10(12) mm, est doté d'une glande intrapétiolaire.
Les stipules sont presque toujours absents ou réduits à une côte unissant les pétioles.
L'inflorescence est organisée en groupes de 3 corymbes axillaires, situés vers le sommet des rameaux, d'environ 5 cm de diamètre, alternant avec des jeunes feuilles rose pâle, légèrement poisseuses.
Ses ramifications et les calices sont de couleur brun-violet avec des lenticelles brun clair. 
Les bractées et bractéoles sont minuscules. 
Les pédicelles sont longs d'environ 5 mm.
Le calice est long de 2 mm. Les lobes des 5 sépales brun-violet, sont longs de 2 mm, pubescents sur les deux faces.
La corolle légèrement parfumée, comporte un tube glabre à l'extérieur, parsemé de longs poils à l'intérieur et dans la gorge, long de 7 mm pour 1 mm de large.
Les lobes des 5 pétales sont roses en dessous, acuminés, pubescents sur les deux faces, mesurant 8 × 1,5 mm.
Il existe un wikt:indument infrastaminal, violet foncé.
Les anthères sont obtuses, longues de 1 mm.
L'ovaire est glabre, avec l’extrémité du style dépassant à peine le calice.
Le fruit est une baie globuleuse, portée par un pédoncule long de 4 à 5 cm, mesurant environ 4 × 4 cm.
Sa peau est fine, jaune, devenant rouge-roussâtre à maturité, est striée longitudinalement
La pulpe comestible est douce.
Il contient 4 à 5 graines ovales, aplaties, longues d'1 cm, dans une pulpe de même couleur que la peau,,,,.

## Répartition
Couma guianensis est présent au Suriname, en Guyane et au nord du Brésil jusqu'à l'est du Pérou.

## Écologie
Couma guianensis est un grand arbre à feuillage caduque, commun des forêts anciennes et des vieilles forêts secondaires de terre ferme (non inondées).
En Guyane, Couma guianensis fleurit avant de feuiller en août-septembre, et fructifie en (juillet-)septembre-octobre ou d'octobre à février.
La chute des feuilles et la feuillaison de Couma guianensis ont été étudiées : ces arbres défeuillent au moins une fois par an (avec 2 intervalles de 5 à 18 mois), et cela peut se produire à n'importe que mois de l'année.
Le pollen de Couma guianensis a été décrit.
On observe des inclusions minérales microscopiques dans le xylème de Couma guianensis
Couma guianensis aurait des propriétés allélopathiques et antifongiques.
Couma guianensis est pollinisé par des Apidae, et disséminé notamment par les singes Tamarin à face nue de Martins.
Couma guianensis produit une litière de composition variable.
Couma guianensis est une des plantes hôtes de la larve de l'Arlequin de Cayenne Acrocinus longimanus (Linnaeus, 1758) (Cerambycidae), de Hylettus coenobita (Erichson, 1847) (Cerambycidae), de nématodes gallogènes Meloidogyne spp., et de la mouche antillaise des fruits Anastrepha obliqua (Macquart, 1835).

### Culture
On multiplie Couma guianensis par graines. Il rejette facilement de souche.

## Utilisation
Couma guianensis est surtout réputé pour ses excellents fruits : avant maturité, le fruit contient un latex âpre. Bien mûre, la pulpe est un peu pâteuse mais douce et de goût agréable, et peut être consommée crue. 
Les Créoles de Guyane considèrent son abondant latex blanc comme buvable et nourrissant. Il peut être ajouté au thé ou au café à la place du lait. 
Le bois de Couma guianensis est « tendre » (comparativement aux essences guyanaises habituelles), de couleur claire, léger, homogène en couleur et en grain, avec des propriétés proches des résineux utilisés en Europe, et est peu exploité.
Chez les Wayãpi, le latex blanc et doux est léché sur le tronc incisé pour soigner la diarrhée. Ils consomment le fruit après l'avoir battu (pour coaguler son abondant latex) : sa chair est également considérée comme antidiarrhéique (l'usage est similaire pour Ambelania acida).
Au Brésil, le latex de Couma guanensis était une marchandise prisée chez les Caboclos à l'époque du boom du marché du caoutchouc, mais elle n'a plus aucune valeur aujourd'hui.
Ce latex, mélangé à l'huile de ricin, est utilisé comme anthelminthique et anti-dysentérique. 
Il serait par ailleurs dangereux pour les yeux, car il peut coller à la cornée. 
Il peut aussi entrer dans la composition de peinture à la chaux.
Dans le genre Couma, plusieurs espèces sont employées sous le nom commercial de Cow tree dans l'industrie du chewing-gum.

### Chimie
De la gomme tirée du latex de Couma guianensis, appelée « Goma de Mascar », a été rapportée par Aublet au XVIIIe siècle et analysée par le Dr Rouelle :

## Protologue
En 1775, le botaniste Aublet propose le protologue suivant : 

« Couma Guianenſis. (Tabula 392.)
Ficus folio citrei auctiore, viridi. Bar. Franc, Equinox, p. 5 2,; 
Arbor triginta-pedalis, & ampliùs. Cortex craſſus, cinereus, ſucco lacteo turgens. Rami plures, recti & undique ſparſi, in ſummitate trunci prodeunt. Ramusculi trigoni, nodoſi. Folia ad nodos terna, verticillata, rigida, glabra, integerrima, ovato-acuminata, ſupernè obſcurè viridia, infernè pallidiora, petiolata, petiolo brevi, deſuper canaliculato, ſubtùs convexo ; ſinguli ramuli tribus foliis terminantur, è quorum ſinu novi fiirculi innafcuntur, bini, terni aut quaterni.
Fructus è nodis ramorum tres, quatuor aut quinque ; ſinguli pedunculo longo inixi. Hi fructus ſunt baccæ ferrugineæ, variæ magnitudinis. Maturi guſtu ſunt ſuaviſſimi, & ab incolis inter optimos numerantur ; antè maturitatem lacteum ſuccum fundunt acrem.
Cortex trunci vulneratus, lac copioſum effundit, quod brevi in maſſam candidiſſimam quaſi ex plurimis minutis granis connatam coaleſcit, & in hoc ſtatu ambar griſeum æmulatur ſuâ contexturâ. Calore molleſcit, & igni expoſita flammam concipit, & odorem non ingratum ſpargit.
Fructum ferebat Septembri.
Habitat in ſylvis Caïenenæ & Guianæ.
Nomen Caribæum COUMA, ab incolis Poirier nominatur.

LE COUMIER de la Guiane. (Planche 392.)
C'eſt un arbre dont le tronc s'élève à plus de trente pieds dans les forêts, il a environ deux pieds de diamètre. Son écorce eſt griſe, épaiſſe, & rend abondamment, par inciſion, un ſuc laiteux qui ſe fige, ſe durcit en peu de temps.
Sa tête eſt branchue, fort rameuſe. Les rameaux ſont triangulaires, & portent à chaque nœud trois feuilles, du centre deſquelles ſortent deux, trois ou quatre bourgeons; & à meſure qu'ils ſe multiplient & s'allongent, les feuilles inférieures tombent ; ce qui forme des nœuds à l'endroit ou elles étoient attachées.
Ces feuilles ſont ovales, pointues, d'un beau vert en deſſus, un peu moins vertes en deſſous, & liſſes : elles ont un court pédicule creuſé en gouttiere en deſſus, & convexe en deſſous. lorſqu'on les déchire, elles rendent un ſuc laiteux.
Les fruits ſortent de l'aiſſelle des feuilles qui tombent; ils naiſſent pluſieurs enſemble, portés chacun ſur un long pédoncule ; ils ſont arrondis, comprimés à leur ſommet, & de la groſſeur d'une noix garnie de ſon brou. Leur peau eſt fine & rouſſâtre. La chair eſt de la même couleur, fondante, & un peu pâteuſe, d'un goût fort agréable. Avant ſa maturité il eſt rempli d'un ſuc âcre & laiteux; il contient trois, quatre ou cinq pépins ronds & un peu applatis.
Les Nègres portent le fruit de cet arbre dans les marchés de Caïenne, & les Créoles en ornent leurs deſſerts, les mettant au nombre des bons fruits du pays.
II y a de ces arbres dans l'île de Caïenne, & dans la terre ferme.
On les trouvé à Aroura, & dans les forêts qui s'étendent de la crique des Galibis juſqu'à Sinémari.
II y eſt nommé COUMA par les Galibis, & POIRIER par les Francais.
Je n ai jamais vu cet arbre en fleur.
Le ſuc laiteux du Coumier m'ayant paru, lorſqu'il eſt figé, être une réſine qui a beaucoup de rapport à l'ambre gris, je priai M. Rouelle de vouloir bien en faire l'analyſe, & de la comparer à celle de l'ambre. Voici Cette analyſe comparée. [voir Chimie ci-dessus] »

— Fusée-Aublet, 1775.